# Discovery (Schiff, 1962)
Die Discovery war ein britisches Forschungsschiff. Reeder des Schiffes war das Natural Environment Research Council (NERC). Bereedert wurde es zunächst von der Royal Fleet Auxiliary, ab Oktober 1969 von der Research Ship Management Unit des NERC und später vom National Marine Facilities (NMF) – Sea Systems des National Oceanography Centre in Southampton.

## Geschichte
Das Schiff wurde unter der Baunummer 899 von Hall, Russell & Company in Aberdeen gebaut. Die Baukosten beliefen sich auf rund £ 850.000. Die Kiellegung des Schiffes fand im Oktober 1961, der Stapellauf am 3. Juli 1962 statt. Am 17. Dezember 1962 wurde das Schiff an das National Institute of Oceanography abgeliefert und am 31. Januar 1963 in London getauft. Taufpatin war die Viscountess Hailsham, die Frau des damaligen Minister of Science Quintin McGarel Hogg. Das Schiff ersetzte die 33 Jahre alte Discovery II, die am 7. September 1962 außer Dienst gestellt worden war.
Die erste Forschungsreise des Schiffes begann am 1. Juni 1963 von Plymouth aus. Bis 2006 war es das größte britische Forschungsschiff. Das Schiff wurde zunächst mit einer Besatzungsstärke von 45 Personen gefahren. Für Wissenschaftler standen 20 Plätze zur Verfügung. Das Schiff wurde mehrfach umgebaut und modernisiert. So wurden zwischen Oktober 1968 und Januar 1969 u. a. mit einem IBM-1800-Computer eine der ersten Computeranlagen auf einem Schiff sowie das erste Satellitennavigationssystem auf einem Schiff unter britischer Flagge installiert. 1982 wurde die Besatzungsstärke auf 23 Personen reduziert. Anfang der 1990er Jahre wurde das Schiff auf der portugiesischen Werft Estaleiros Navais de Viana do Castelo umgebaut. Dabei wurde es um rund zehn Meter verlängert, mit neuen Aufbauten versehen und neu motorisiert. Der Umbau wurde 1992 abgeschlossen. Durch den Umbau war eine Nutzungsdauer des Schiffes von weiteren 15 Jahren vorgesehen. An Bord war nach dem Umbau Platz für bis zu 28 Wissenschaftler.
Die letzte Forschungsreise des Schiffes endete am 24. November 2012. Das Schiff wurde am 21. Dezember 2012 außer Dienst gestellt und 2013 bei Galloo in Gent, Belgien, verschrottet.
Das Schiff, das nach dem Expeditionsschiff von Robert Falcon Scott benannt war, mit dem dieser seine Forschungsreisen in die Antarktis unternahm, wurde für meeresbiologische, ozeanographische und physikalische Forschung eingesetzt.

## Technische Daten und Ausstattung
Der Antrieb des Schiffes erfolgte dieselelektrisch. Für die Propulsion stand ein Elektromotor (AEI MP.60/32) mit 1.500 kW Leistung zur Verfügung, der auf einen Festpropeller wirkte. Die Stromerzeugung erfolgte durch vier Dieselgeneratoren (2× Mirrlees Blackstone ESL6, 2× Mirrlees Blackstone ESL9) mit 3.750 kW Gesamtleitung. Als Bugstrahlruder diente eine um 360° drehbare Propellergondel mit 550 kW Leistung. Diese wurde während des Umbaus des Schiffes 1992 eingebaut und ersetzte das alte Bugstrahlruder mit 261 kW Leistung.
Das Schiff verfügte über verschiedene Hebewerkzeuge und Winden. Am Heck befand sich ein Heckgalgen, der während des Umbaus des Schiffes Anfang der 1990er Jahre nachgerüstet wurde. Das Schiff war mit verschiedenen Laboren und Werkstätten ausgestattet. Der Rumpf war eisverstärkt (Eisklasse C). Das Schiff konnte bis zu 28 Tage auf See bleiben. Nach dem Umbau 1992 erhöhte sich dies auf 55 Tage. Die Standzeit für Forschungsreisen betrug bis zu 45 Tage.
An Deck konnten Laborcontainer geladen und die Laborkapazität so für einzelne Forschungsreisen erhöht werden.